# Nạn săn trộm voi tại Tchad

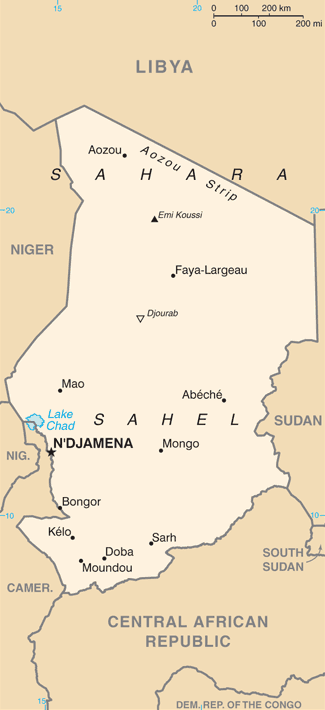
Bản đồ Chad

Săn trộm và khai thác, buôn bán ngà voi được xem là hành động bất hợp pháp tại Chad đồng thời là mối đe dọa lớn đối với sự tồn tại của các quần thể voi tại nước này. Ngành công nghiệp săn bắt, khai thác và chế biến ngà voi thu lợi nhuận cũng là một mối đe dọa đối với công việc thậm chí là tính mạng của các nhân viên kiểm lâm, ngay cả khi hành vi này chủ yếu diễn ra trong các công viên quốc gia, chẳng hạn như Vườn quốc gia Zakouma, khu vực vốn được xem là bị ảnh hưởng nặng nhất bởi nạn săn trộm. 

## Các sự kiện
Các quần thể voi thường bị sát hại cả bầy đàn xoay quanh khu vực các công viên quốc gia bởi những kẻ săn trộm bằng một cách có tổ chức.  Vấn đề trở nên tồi tệ hơn khi các công viên và khu vực bảo tồn bị thiếu đi nguồn nhân lực và một số nhân viên kiểm lâm đã bị giết bởi những kẻ săn trộm có vũ trang.  Do đó, kể từ giữa những năm 1980, số lượng các cá thể voi đã giảm sút từ 150.000 xuống còn khoảng 2.000 ở khu vực Chad-Cameroon bởi một nguồn  và 500 ở riêng Chad vào năm 2013 theo một nguồn tin khác  do hành vi săn trộm diễn ra thường xuyên với cường độ lớn. Qua đó, một nhà báo người Mỹ Lisa Ling đã thực hiện một chuyến thăm đến Chad để nghiên cứu về vấn đề săn trộm voi của nước này. 
Trong một cuộc tấn công diễn ra vào tháng 7 năm 2012 bởi những kẻ săn trộm có tổ chức tập kết gần trại SOS Elephants ở Chari-Baguirmi, 28 con voi đã bị giết thịt và phần lớn ngà của chúng đã bị tách rời khỏi cơ thể.  Trong một cuộc tấn công khác vào tháng 9 năm 2012, ở khu vực khoảng 50 dặm (80 km) từ ranh giới của Vườn quốc gia Zakouma, 5 nhân viên kiểm lâm đã thiệt mạng; một người vẫn còn mất tích và được cho là đã chết. Quân đội Sudan đã bị quy trách nhiệm cho các cuộc tấn công và giết thịt voi không chỉ ở Zakouma và các nơi khác ở Chad, mà còn ở các quốc gia châu Phi khác, bao gồm cả Cameroon.  Kể từ năm 2012, một nhóm nhỏ được lập ra để chịu trách nhiệm bảo vệ 450 cá thể voi còn sót lại ở Zakouma. Một trong những vụ thảm sát tồi tệ nhất đã diễn ra vào ngày 14 tháng 4 năm 2013 khi 89 con voi, bao gồm 33 con cái mang thai và 15 con non, đã bị giết bởi những kẻ săn trộm tại khu vực gần thị trấn Gamba . 

## Những tác động của công tác bảo tồn
Stephanie Vergniault, một luật sư, nhà biên kịch và nhà bảo tồn người Pháp, đã làm việc tại Chad từ năm 2009, đã thành lập tổ chức SOS elephants để bảo vệ các quần thể voi trong khu vực. Trong một cuộc phỏng vấn vào năm 2010, Vergniault đã tuyên bố rằng số lượng voi ở Chad đã giảm 85% trong ba thập kỷ và nếu tỷ lệ săn trộm hiện giờ vẫn tiếp diễn, "không một con voi nào" sẽ có thể tiếp tục tồn tại ở Chad trong vòng ba năm tới.